# آنری کاتولان
آنری کاتولان (فرانسوی: Henri Catelan‎; ۱۳ ژوئیهٔ ۱۸۹۵ – ۱۶ ژوئن ۱۹۸۰) دوچرخه‌سوار اهل فرانسه بود.